# Nuoto ai campionati mondiali di nuoto 2022 - Staffetta 4x100 metri misti maschile
La gara di nuoto della staffetta 4x100 metri misti maschile dei campionati mondiali di nuoto 2022 è stata disputata il 25 giugno 2022 presso la Duna Aréna di Budapest. Vi hanno preso parte 20 squadre nazionali.
La competizione è stata vinta dalla squadra italiana, formata da Thomas Ceccon, Nicolò Martinenghi, Federico Burdisso e Alessandro Miressi, mentre l'argento e il bronzo sono andati rispettivamente alla squadra statunitense, formata da Ryan Murphy, Nic Fink, Michael Andrew e Ryan Held, e a quella britannica, formata da Luke Greenbank, James Wilby, James Guy e Thomas Dean.

## Podio
| Posizione | Nazione       | Atleti                                                                                              |
| --------- | ------------- | --------------------------------------------------------------------------------------------------- |
| Oro       | Italia        | Thomas Ceccon Nicolò Martinenghi Federico Burdisso Alessandro Miressi Piero Codia* Lorenzo Zazzeri* |
| Argento   | Stati Uniti   | Ryan Murphy Nic Fink Michael Andrew Ryan Held Hunter Armstrong* Trenton Julian* Brooks Curry*       |
| Bronzo    | Gran Bretagna | Luke Greenbank James Wilby James Guy Thomas Dean Jacob Peters* Lewis Burras*                        |

* Indica i nuotatori che hanno preso parte solo alle batterie

## Programma
| Data           | Ora (UTC+2) | Turno    |
| -------------- | ----------- | -------- |
| 25 giugno 2022 | 09:21       | Batterie |
| 25 giugno 2022 | 19:20       | Finale   |

## Record
Prima della competizione il record del mondo e il record dei campionati erano i seguenti:
| Record mondiale       | 3'26"78 | Stati Uniti Ryan Murphy (52"31) Michael Andrew (58"49) Caeleb Dressel (49"03) Zachary Apple (46"95)  | 1º agosto 2021 Tokyo, Giappone |
| Record dei campionati | 3'27"28 | Stati Uniti Aaron Peirsol (52"12) Eric Shanteau (58"57) Michael Phelps (49"72) David Walters (46"80) | 2 agosto 2009 Roma, Italia     |

Nel corso della competizione non sono stati migliorati.

## Risultati

### Batterie
| Pos. | Batteria | Corsia | Nazione       | Atleti | Tempo   | Note |
| ---- | -------- | ------ | ------------- | --- | ------- | ---- |
| 1    | 3        | 4      | Stati Uniti   | Hunter Armstrong (53"70) Nic Fink (59"57) Trenton Julian (51"35) Brooks Curry (48"29)                                     | 3'32"91 | Q    |
| 2    | 2        | 6      | Francia       | Yohann Ndoye Brouard (53"12) Antoine Viquerat (1'00"42) Léon Marchand (52"09) Maxime Grousset (47"35)                     | 3'32"98 | Q    |
| 3    | 3        | 5      | Italia        | Thomas Ceccon (53"87) Nicolò Martinenghi (59"50) Piero Codia (51"71) Lorenzo Zazzeri (47"94)                              | 3'33"02 | Q    |
| 4    | 2        | 5      | Australia     | Mitch Larkin (53"02) Zac Stubblety-Cook (1'00"18) Matthew Temple (51"20) Jack Cartwright (47"80)                          | 3'33"20 | Q    |
| 5    | 2        | 4      | Gran Bretagna | Luke Greenbank (53"28) James Wilby (59"47) Jacob Peters (51"91) Lewis Burras (47"90)                                      | 3'33"56 | Q    |
| 6    | 2        | 3      | Cina          | Xu Jiayu (53"72) Qin Haiyang (59"37) Wang Changhao (51"94) Pan Zhanle (48"58)                                             | 3'33"61 | Q    |
| 7    | 3        | 2      | Germania      | Ole Braunschweig (53"95) Lucas Matzerath (1'00"00) Jan Eric Friese (51"73) Rafael Miroslaw (48"30)                        | 3'33"98 | Q    |
| 8    | 2        | 7      | Austria       | Bernhard Reitshammer (53"99) Valentin Bayer (59"79) Simon Bucher (51"36) Heiko Gigler (47"92)                             | 3'34"06 | Q    |
| 9    | 3        | 3      | Giappone      | Ryōsuke Irie (53"31) Ryūya Mura (1'00"08) Naoki Mizunuma (52"66) Katsuhiro Matsumoto (48"12)                              | 3'34"17 |      |
| 10   | 2        | 8      | Brasile       | Guilherme Basseto (54"81) João Gomes Júnior (59"50) Matheus Gonche (52"18) Luiz Gustavo Borges (48"17)                    | 3'34"66 |      |
| 11   | 3        | 6      | Canada        | Javier Acevedo (53"52) James Dergousoff (1'01"06) Joshua Liendo (51"26) Ruslan Gaziev (48"78)                             | 3'35"62 |      |
| 12   | 1        | 4      | Spagna        | Hugo González de Oliveira (53"67) Carles Coll (1'01"10) Alberto Lozano (52"44) Sergio de Celis (48"89)                    | 3'36"10 |      |
| 13   | 1        | 3      | Corea del Sud | Lee Ju-ho (53"04) Moon Seung-woo (1'00"33) Cho Sung-jae (52"72) Hwang Sun-woo (49"19)                                     | 3'36"28 |      |
| 14   | 2        | 2      | Grecia        | Evangelos Makrygiannis (53"43) Konstantinos Meretsolias (1'00"17) Konstantinos Stamou (52"48) Dimitrios Markos (49"28)    | 3'36"36 |      |
| 15   | 2        | 9      | Taipei cinese | Chuang Mu-lun (55"65) Cai Bing-rong (1'03"17) Wang Kuan-hung (53"39) Wang Hsing-hao (50"00)                               | 3'42"21 |      |
| 16   | 2        | 1      | Vietnam       | Trần Hưng Nguyên (58"53) Phạm Thanh Bảo (1'03"66) Hồ Nguyễn Duy Khoa (55"37) Hoàng Quý Phước (50"13)                      | 3'47"69 |      |
| 17   | 3        | 9      | Paraguay      | Charles Hockin (56"68) Renato Prono (1'04"35) Ben Hockin (54"75) Matheo Mateos (52"54)                                    | 3'48"32 |      |
| 18   | 3        | 0      | Thailandia    | Tonnam Kanteemool (53"41) Dulyawat Kaewsriyong (1'05"15) Navaphat Wongcharoen (53"80) Ratthawit Thammananthachote (53"69) | 3'50"05 |      |
| -    | 2        | 0      | Israele       | - | -       | dns  |
| -    | 3        | 1      | Singapore     | - | -       | dns  |
| -    | 3        | 8      | Egitto        | - | -       | dns  |
| -    | 1        | 5      | Hong Kong     | Lau Shiu Yue (56"88) Adam Chillingworth Nicholas Lim Ian Ho                                                               | -       | dq   |
| -    | 3        | 7      | Lituania      | Erikas Grigaitis (55"61) Andrius Šidlauskas Deividas Margevičius Danas Rapšys                                             | -       | dq   |

### Finale
| Pos.    | Corsia | Nazione       | Atleti                                                                                                | Tempo   | Note |
| ------- | ------ | ------------- | --- | ------- | ---- |
| Oro     | 3      | Italia        | Thomas Ceccon (51"93) Nicolò Martinenghi (57"47) Federico Burdisso (50"63) Alessandro Miressi (47"48) | 3'27"51 |      |
| Argento | 4      | Stati Uniti   | Ryan Murphy (52"51) Nic Fink (57"86) Michael Andrew (50"06) Ryan Held (47"36)                         | 3'27"79 |      |
| Bronzo  | 2      | Gran Bretagna | Luke Greenbank (53"81) James Wilby (58"82) James Guy (51"23) Thomas Dean (47"45)                      | 3'31"31 |      |
| 4       | 6      | Australia     | Isaac Cooper (54"29) Zac Stubblety-Cook (59"88) Matthew Temple (50"75) Kyle Chalmers (46"89)          | 3'31"81 |      |
| 5       | 5      | Francia       | Yohann Ndoye Brouard (53"08) Antoine Viquerat (1'00"34) Léon Marchand (51"50) Maxime Grousset (47"45) | 3'32"37 |      |
| 6       | 1      | Germania      | Ole Braunschweig (53"94) Lucas Matzerath (59"32) Jan Eric Friese (51"03) Rafael Miroslaw (48"34)      | 3'32"63 |      |
| 7       | 8      | Austria       | Bernhard Reitshammer (54"38) Valentin Bayer (59"73) Simon Bucher (51"04) Heiko Gigler (47"65)         | 3'32"80 |      |
| 8       | 7      | Cina          | Wang Shun (55"19) Qin Haiyang (59"44) Wang Changhao (51"38) Pan Zhanle (48"61)                        | 3'34"62 |      |